# Opius penetrator
Opius penetrator (лат.) — вид паразитических наездников рода Opius из семейства Braconidae (Opiinae). Австралия, Иран. Мелкие наездники (менее 3 мм). От близких видов отличается следующими признаками: метасома позади петиоля с гранулированной скульптурой по крайней мере или только у основания первого тергита, второй тергит тонко гранулированный, проподеум морщинистый. Вид был впервые описан в 1966 году австрийским энтомологом Максом Фишером (Naturhistorisches Museum, Вена, Австрия), крупным специалистом по Braconidae, описавшим около тысячи видов наездников. Включён в состав подрода Merotrachys. Нахождение в Иране может указывать на случайную инвазию. С тех пор, как Фишер (1966, 1987) сообщил об этом виде из Австралии, другие находки этого вида не были зарегистрированы. Однако этот паразитоид может иметь широкое географическое распространение или может быть связан с обычными вредителями сельскохозяйственных культур, которыми обмениваются коммерчески между странами. Можно ожидать, что этот вид, возможно, был завезен в Иран вместе с сельскохозяйственными пищевыми продуктами, потому что провинция Хормозаган (особенно Бендер-Аббас) является одним из важнейших пунктов ввоза сельскохозяйственных пищевых продуктов из разных стран.